# Wojak
Wojak (del polonès Wojak, [vɔjak], que significa "soldat" o "lluitador") és un mem d'Internet. Es tracta d'una imatge representada com un dibuix del gènere de la caricatura (d'estil cartoon) i simple, sovint de traçat negre i que representa un home calb i descarat. S'utilitza per expressar genèricament emocions com la melancolia, el penediment, la solitud o la manca d'esperit crític.

## Història
"Wojak" originalment era el sobrenom de l'usuari polonès Sebastian Grodecki, a la secció en anglès "Internacional" del desaparegut imageboard alemany Krautchan. Va començar a publicar la imatge que més tard es coneixeria com a Wojak en algun moment al voltant del 2010, tot sovint acompanyant-la amb la frase de plantilla "That feel when X" (aquella sensació quan) juntament amb variants. Es va estendre a altres taulers d'imatges internacionals, incloent-hi 4chan, on el 2011 una imatge de dos Wojaks que s'abraçaven sota l'epígraf "Sé que se sent germà" va guanyar popularitat. El rostre de Wojak també es combinava amb la frase "el que se sent" o "el que se sent quan", i sovint s'escurça com "tfw" (la teva cara quan).
Les variants posteriors sovint van combinar Wojak amb el personatge originalment no relacionat de Pepe la Granota. La relació entre aquests personatges variava significativament depenent de l'artista, amb Pepe proporcionant a Wojak companyerisme i altres vegades sotmetent-lo a un abús violent i escatològic.

## Variants notables

### Brainlet
L'any 2016, l'acte de publicar cares de Wojak modificades de naturalesa ridiculitzada o deformada (anomenat brainlet) va sorgir com una manera de criticar la intel·ligència d'un pòster com a forma d'argument ad hominem. Una variació comuna de les imatges derivades de Wojak publicades en aquesta tendència són caps amb cervells arrugats desmesuradament grans, destinats a representar una intel·ligència elevada.

### NPC
A l'octubre de 2018, un Wojak amb una cara grisa, un nas punxegut i una expressió facial en blanc sense emoció, batejat amb el nom de "NPC" Wojak, es va convertir en una representació visual popular per a personatges no jugadors, que normalment són personatges automatitzats per ordinador dins d'un videojoc per representar persones reals que suposadament no poden pensar per si mateixes ni prendre les seves pròpies decisions. NPC Wojak des de llavors ha guanyat notorietat en el món d'Internet. El meme va rebre atenció dels mitjans, inicialment a Kotaku i al New York Times, a causa del seu ús en parodiar la "mentalitat de ramat" dels liberals nord-americans. Aquest ús del meme s'ha atribuït als partidaris de Donald Trump. Prop de 1.500 comptes de Twitter que es van presentar falsament com a activistes liberals amb el meme de l'NPC com a imatge de perfil van ser suspesos per haver difós desinformació sobre les eleccions dels Estats Units del 2018. El 13 de gener de 2019, un col·lectiu artístic conservador conegut com "The Faction" va segrestar una cartellera del programa televisiu Real Time with Bill Maher, substituint la imatge de Maher per la del NPC Wojak.

### Coomer
Al novembre de 2019, el "Coomer" Wojak va obtenir popularitat amb la tendència " No Nut November ". The Coomer representava una edició de Wojak amb cabells poc pentinats i barba poc cuidada, per burlar-se d'homes addictes a la pornografia i la masturbació a Internet. Molta de la popularitat d'aquest meme es pot atribuir al "Coomer Pledge", una tendència viral a Internet que va animar la gent a abstenir-se de la masturbació durant tot el novembre, i canviar la seva imatge de perfil per una imatge del Coomer si fallaven en l'intent.